# Флаг Первомайского района (Алтайский край)
Флаг Первома́йского района — официальный символ муниципального образования Первомайский район Алтайского края Российской Федерации, отражающий исторические, культурные, национальные и иные местные традиции и особенности. Ныне действующий флаг утверждён 21 декабря 2009 года.

## Описание
Первый флаг района был утверждён 31 октября 2006 года Решением районного совета депутатов № 82, описание флага гласило:

Двустороннее прямоугольное полотнище с отношением ширины к длине 2:3 и состоит из трёх вертикально расположенных полос: двух жёлтых по краям и лазоревой посередине. Ширина средней полосы 1/2 общей ширины флага. В центре средней полосы помещается изображение основных элементов герба района: два червлёных, тонко окаймлённых серебром знамени, положенных крестообразно. Поверх них, на серебряном рушнике, украшенном на концах изображениями лазоревых лебедей, золотой круглый хлеб с солонкой того же цвета. Ширина изображения герба 1/4 длины флага. Полотнище флага может быть обрамлено золотой бахромой.

21 декабря 2009 года, Решением районного совета депутатов № 147, предыдущее Решение было упразднено и были утверждены новый рисунок флага и его описание:

Флаг района представляет собой двустороннее прямоугольное полотнище синего цвета с отношением ширины к длине 2:3, воспроизводящее композицию герба Первомайского района Алтайского края в синем, красном, жёлтом и белом цветах: два червлёных знамени, на жёлтых древках обрамленных жёлтой бахромой на древках того же цвета, положенные крестообразно, поверх них, на белом рушнике, украшенном на концах изображениями лазоревых лебедей, жёлтый круглый хлеб с белой солонкой. Ширина изображения герба 1/3 ширины флага. 

Полотнище флага может быть обрамлено золотой бахромой.

## Обоснование символики
Синий и жёлтый цвета во флаге отражают особенности природного положения района — множество озёр и огромные сельскохозяйственные угодья.
Жёлтый цвет (золото) — символ радушия, гостеприимства, справедливости.
Белый цвет (серебро) — символ чистоты, доброты и невинности помыслов.
Красный цвет — символ храбрости, мужества и неустрашимости.
Синий цвет — символ благополучия, мира, верности, движения вперед.
Красные знамёна являются символом трудовых заслуг жителей района, символизируют расположенные на территории района гвардейские воинские части, аллегорически указывают на современное название района — Первомайский.
Положенные накрест флаги своими древками образуют Андреевский крест, как символ расположенного в районе монастыря.
Жёлтый круглый хлеб с солонкой на белом рушнике — символ хлебосольства, богатства района сельскохозяйственными угодьями, кроме того, аллегорически указывает на прежнее название районного центра — Краюшкино.